# Američki ginseng
Američki ginseng (lat. Panax quinquefolius), korisna trajnica iz roda panaks, porodica brestanjevki. Raširena je po istočnim dijelovima Sjeverne Amerike.
Biljke rodova panaks i eleuterokokus poznate su pod kolektivnim narodnim nazivom ginseng, i sve pripadaju porodici brestanjevki.
- P. quinquefolius

## Vanjske poveznice
|  | Zajednički poslužitelj ima stranicu o temi Panax quinquefolius    |
|  | Zajednički poslužitelj ima još gradiva o temi Panax quinquefolius |
|  | Wikivrste imaju podatke o taksonu Panax quinquefolius             |